# 阿米尔·伊舍姆古洛夫
阿米尔·明尼亚赫梅托维奇·伊舍姆古洛夫（俄语：Амир Минниахметович Ишемгулов，1960年5月22日—2020年10月29日），巴什基尔人，俄罗斯生物学家，蜜蜂養殖专家，巴什基尔蜂业和蜂毒疗法研究中心总经理。

## 生平
1978年在库加尔奇区的集体农场参加工作。1984年毕业于巴什基尔农业学院。1988年至1992年，在巴什基尔畜牧科学研究所工作。1998年创建巴什基尔蜂业和蜂毒疗法研究中心，担任主任。2005年获生物学全博士学位。2006年晋升教授。2012年当选巴什科尔托斯坦共和国科学院通讯院士。2013年当选巴什科尔托斯坦共和国国民议会议员。2020年10月29日逝世。

## 荣誉
- 俄罗斯联邦功勋科学工作者（2008年）
- 萨拉瓦特·尤拉耶夫勋章（2010年）
- 國家經濟成就展金奖